# Pseudanophthalmus lallemonti
Pseudanophthalmus lallemonti är en skalbaggsart som beskrevs av René Gabriel Jeannel. Pseudanophthalmus lallemonti ingår i släktet Pseudanophthalmus och familjen jordlöpare. Inga underarter finns listade i Catalogue of Life.